# XI Brigada Antiaérea
La XI Brigada Antiaérea (Flak-Brigade XI) fue una unidad de la Luftwaffe durante la Segunda Guerra Mundial.

## Historia
Fue formada el 29 de noviembre de 1941 en Lumbres. En noviembre de 1942 es trasladado a Saintes al suroeste de Francia, entre Gironde y la frontera española. El 1 de abril de 1943 es trasladado a Guernsey, y a mediados de 1943 como 11° Brigada Antiaérea. En octubre de 1943 es reasignada al General de la Fuerza Aérea Kanalinseln.

## Comandantes
- Teniente General Gaston von Chaulin-Egersberg – (22 de noviembre de 1941 – 31 de enero de 1942)
- Mayor general Alfons Luczny – (1 de febrero de 1942 – 30 de septiembre de 1943)
- Coronel Alexander Nieper – (junio de 1944 – septiembre de 1944)

## Orden de Batalla
Reformada en julio de 1944 en Königsberg (como 11° Brigada Antiaérea) desde partes del Grupo Antiaéreo Königsberg con:
- 81° Regimiento Antiaéreo (v)
- 171° Batallón Aéreo de Comunicaciones

Reorganisado otra vez en agosto de 1944, ahora con (1 de septiembre de 1944):
- 31° Regimiento Antiaéreo (v)
- 62° Regimiento Antiaéreo (o)
- 81° Regimiento Antiaéreo (v)
- 110° Regimiento Antiaéreo (o)
- III./5° Batallón Antiaéreo de Campo
- III./6° Batallón Antiaéreo de Campo
- I./21° Batallón Antiaéreo de Campo
- I./27° Batallón Antiaéreo de Campo
- 171° Batallón Aéreo de Comunicaciones

En septiembre de 1944 es reasignada a la 27° División Antiaérea.

## Subordinados
| noviembre de 1941 – noviembre de 1942 | Comando Administrativo Aéreo Francia-Bélgica Norte |
| noviembre de 1942 – noviembre de 1943 | Comando Administrativo Aéreo Francia Occidental    |
| julio de 1944 – septiembre de 1944    | II Cuerpo Antiaéreo                                |